# Гореликов Сергій Андрійович
Сергі́й Андрі́йович Горе́ліков (псевдоніми Серж Горі́лий, Ту́рбо; нар. 29 липня 1979) — російський актор гумористичного спрямування, «резидент» шоу «Комеді клаб» (ТНТ), учасник команди КВН «МаксимуМ». З квітня 2014 року веде програму «Не спати» на ТНТ. З вересня 2015 разом із Мариною Кравець веде передачу «Руссо Туристо» на СТС.

## Біографія
Сергій Андрійович Гореліков народився 29 серпня 1979 року в місті Томське. Закінчив 53 школу. Навчався в ліцеї, потім у Томському політехнічному університеті. У 2003 році закінчив теплоенергетичний факультет Томського політеху.

### КВК
За визнанням самого актора, грати в КВН почав ще в школі в 1996 році. Перед початком сезону 2003 року запрошений в команду КВН «МаксимуМ», що представляла Томський державний університет.
- У 2003 році разом зі своєю командою стає фіналістом Першої ліги КВН, переможцем томського фестивалю гумору «Гуморина» та Кубка КВН р. Красноярська. Також «МаксимуМ» дебютує на фестивалі «Голосящий Ківін» у складі так званого «блоку» — позаконкурсного виступу початківців команд.
- У 2004 році Гореліков разом з «МаксимуМом» дебютує в Прем'єр-лізі КВН і першому ж сезоні стає чемпіоном, поділивши перше місце з «Мегаполісом». Крім того, «макси» (так називають себе учасники команди) знову перемогли на томської «Гуморині».
- У 2005 році Гореліков у складі «Максимуму» бере участь в 1/8 фіналу Вищої ліги КВН. Томич виступають невдало і, зайнявши останнє, п'яте місце, вибувають з Вищої ліги 2005 у першій же грі. Сезон Сергій Гореліков і його команда продовжують у Прем'єр-лізі, де другий рік поспіль стають чемпіонами. На музичному фестивалі КВН в Юрмалі «МаксимуМ» стає володарями «Малого Ківіна в темному». Також стає володарем Кубка губернатора Новосибірської області та Кубка р. Красноярська.
- У 2006 році «МаксимуМ» доходить до півфіналу Вищої ліги, де займає друге місце (фінал потрапляв тільки переможець гри), а також знову отримує «Малого Ківіна в темному» на фестивалі «Голосящий Ківін 2006».
- У 2007 році в півфіналі Вищої ліги Сергій Гореліков зі своєю командою став бронзовим призером. На фестивалі «Голосящий Ківін 2007» томич завоювали «Малого Ківіна в світлому»
- У 2008 році Сергій Гореліков у складі своєї команди спочатку став володарем найвищої нагороди музичного фестивалю в Юрмалі, а потім — чемпіоном Вищої ліги.
- У 2009 році «МаксимуМ» взяв участь у Літньому кубку КВН, де зайняв третє місце, а також завоював «Великого Ківіна в світлому» на фестивалі «Голосящий Ківін 2009».

Всього провів 28 ігор в телевізійних лігах, кубках та фестивалях КВК:
- 12 ігор у Вищій лізі КВН (сезони Вища ліга КВН 2005/2005, Вища ліга КВН 2006/2006, Вища ліга КВН 2007/2007, Вища ліга КВН 2008/2008)
- 9 ігор у Прем'єр-лізі КВН (сезони Прем'єр-ліга КВК 2004/2004, Прем'єр-ліга КВК 2005/2005)
- 6 ігор на музичному фестивалі «Голосящий Ківін» (Голосящий Ківін 2003/2003, Голосящий Ківін 2005/2005, Голосящий Ківін 2006/2006, Голосящий Ківін 2007/2007, Голосящий Ківін 2008/2008, Голосящий Ківін 2009/2009)
- 1 гру в Літньому кубку (2009).

### Участь у Comedy Club
З квітня 2010 року Сергій Гореліков — «резидент» оновленого шоу «Comedy Club». Виступає в ньому в образі світського мачо з власним шоу «Попередні ласки». Також полягає в «легендарної» групи "USB (United Sexy Boys), чиї кліпи нібито заборонені до показу в Росії, під псевдонімом «Turbo». Разом з ним до складу групи входять і інші вихідці з команди «МаксимуМ» Андрій Шовків (Стас), Дмитро Вьюшкин (Гена), Костянтин Маласаев (Микита) і Андрій Мінін (Дюша Метьолкін)[неавторитетне джерело].

### Відеокурс від Сержа Горілого
Відеокурс Сержа Горілого — це спільний проект Сергія Гореликова і мережі ресторанів японської кухні «Планета Суші». В рамках промоакції було знято і опубліковано на YouTube кілька серій цього відео-шоу, які на відміну від серій відео-шоу «Попередні ласки» не транслювалися на телебаченні.

## В пресі

### Преса про «Попередні пестощі»
- «„Ведомости“» від 24.09.10: |  | ... саме відверте шоу країни... |
- «„Приватний кореспондент“», середа, 19 травня 2010 року, 09.44, Катерина Сальникова: |  | Відео-шоу Сержа Горілого «Попередні ласки» може довести до сміхової істерики з допомогою дуже простих і навіть примітивних ходів — там вся справа в заразливості того, як автори і ми, глядачі, представляємо варіанти ідіотизму знайомств і побачень. Це гумор, звернений до инстинктивному відчуттям смішного. |
- «Жіночий журнал „Cosmopolitan“ Росія» від 06.05.2010: |  | Серж Горілий, бувалий бонвіван і ловелас з «Comedy Club» дає скромник безцінні рекомендації досвідченого спокусника... ... поради Сержа Горілого — це один з унікальних нових форматів в рамках великого Comedy. |

### Преса про «USB»
- «„Ведомости“» від 24.09.10: |  | Нові поп-ідоли — United Sexy Boys... |
- «ЗАТ „Аргументи і Факти“» від 05 травня 10 (13:08), Володимир Полупанов: |  | А самою головною знахідкою в новому сезоні, мені здається, є «поп-група, заборонена до показу на всіх федеральних каналах» — USB («Юнайтед Сексі Бойз») — чудова пародія на всі популярні в Росії музичні жанри.) Сподіваюся, що такого гумору у новому сезоні «Комеді клабу» буде більше,... |
- «ЗАТ ІД <Комсомольская правда>» від 07.10.2010, Павло Опадів: |  | Все в тому ж новому Comedy Club з'явилася нарочито божевільна група USB. П'ятеро наслідувачів всім молодіжним течіям відразу співають не занадто навіть ідіотські пісні, якщо, звичайно, порівнювати їх із сучасною естрадою. У «кумирів» не відразу були упізнані хлопці з томської команди «Максимум». Виявляється, і тексти пишуть вони, і номери ставлять самі, і танці. |

## Професійне кредо
- «Щоб гумор був не нижче пояса, потрібно щоб він нікого не ображав і не принижував»[1].